# Favara (Itália)
Favara é uma comuna italiana da região da Sicília, província de Agrigento, com cerca de 30.880 habitantes. Estende-se por uma área de 81 km², tendo uma densidade populacional de 381 hab/km². Faz fronteira com Agrigento, Aragona, Castrofilippo, Comitini, Grotte, Naro, Racalmuto.

## Demografia
| Variação demográfica do município entre 1861 e 2011                               |
|                                                                                   |
| Fonte: Istituto Nazionale di Statistica (ISTAT) - Elaboração gráfica da Wikipedia |